# The Metal Opera
The Metal Opera är det första albumet av Tobias Sammets power metalprojekt Avantasia.

## Låtlista
1. "Prelude" – 1:11
2. "Reach Out for the Light" – 6:33
3. "Serpents in Paradise" – 6:16
4. "Malleus Maleficarum" – 1:43
5. "Breaking Away" – 4:35
6. "Farewell" – 6:33
7. "The Glory of Rome" – 5:29
8. "In Nomine Patris" – 1:04
9. "Avantasia" – 5:32
10. "A New Dimension" – 1:39
11. "Inside" – 2:24
12. "Sign of the Cross" – 6:26
13. "The Tower" – 9:43[1]

## Medverkande
- Musiker
  - Gitarr
    - Henjo Richter (Gamma Ray)
    - Jens Ludwig (Edguy) (lead på spår 12 & 13)
    - Norman Meiritz (acoustic på spår 6)

  - Elbas
    - Markus Grosskopf (Helloween)

  - Trummor
    - Alex Holzwarth (Rhapsody of Fire)

  - Keyboards
    - Tobias Sammet (Edguy)
    - Frank Tischer (Piano på spår 11)
- Sångare
  - Gabriel Laymann - Tobias Sammet (Edguy) - spår 2, 3, 5, 6, 7, 9, 11, 12 & 13
  - Lugaid Vandroiy - Michael Kiske (ex-Helloween) - spår  2, 5, 6, 9, & 13
  - Friar Jakob - David DeFeis (Virgin Steele) - spår 3 & 13
  - Bailiff Falk von Kronberg - Ralf Zdiarstek - spår 4 & 7
  - Anna Held - Sharon den Adel (Within Temptation) - spår 6
  - Bishop Johann von Bicken - Rob Rock (Impellitteri) - spår 7 & 12
  - Pope Clement VIII - Oliver Hartmann (ex-At Vance) - spår 7, 12 & 13
  - Elderane the Elf - André Matos (ex-Shaaman, ex-Angra, ex-Viper) - spår 11, 12 & 13
  - Regrin the Dwarf - Kai Hansen (Gamma Ray) - spår 11 & 12
  - Voice of the Tower - Timo Tolkki (Revolution Renaissance, ex-Stratovarius) - spår 13